# Édouard Lockroy

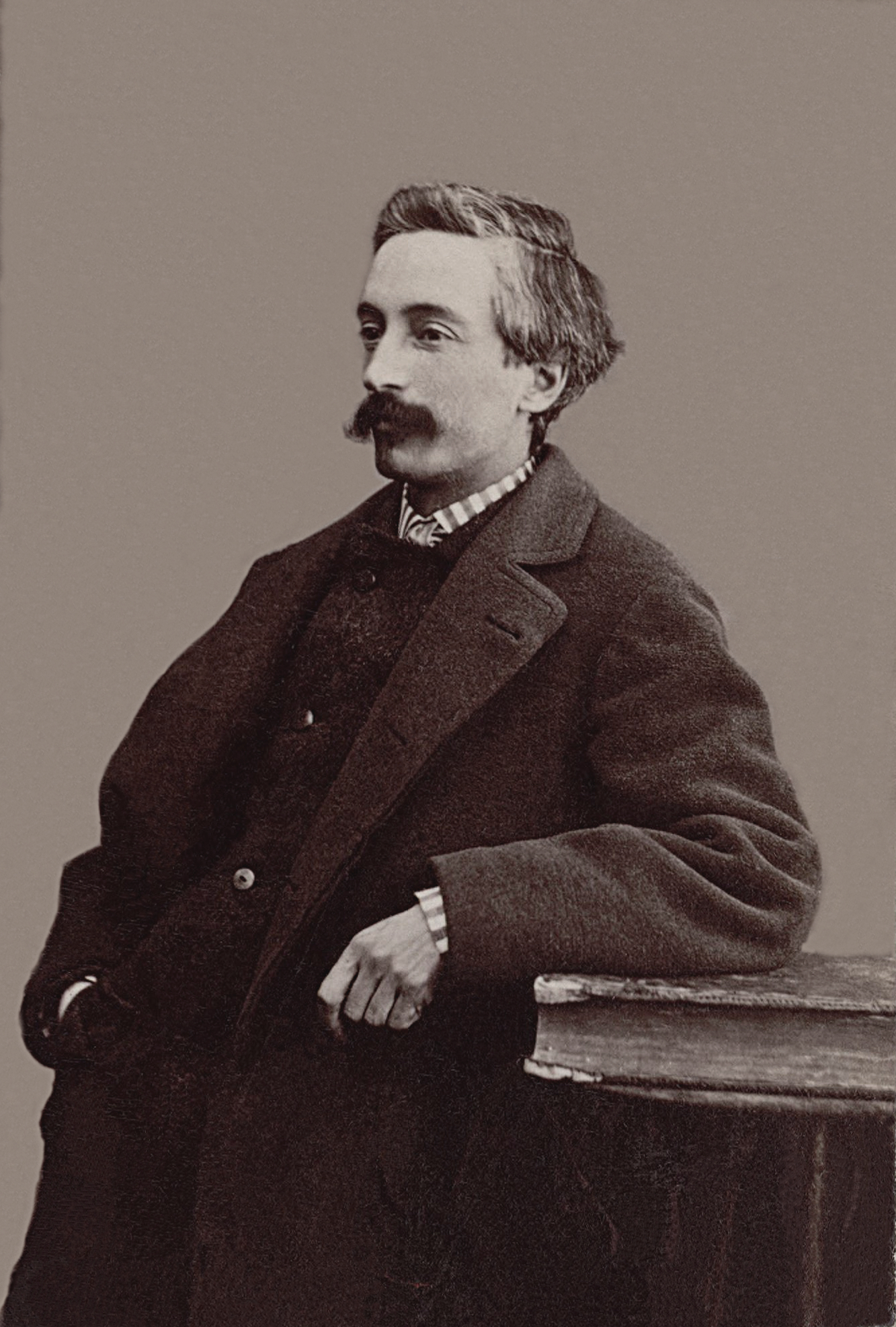
Édouard Lockroy (Foto Nadar)

Édouard Lockroy, eigentlich Édouard-Étienne-Auguste Simon, auch Lockroy fils (Sohn Lockroy) genannt, (* 18. Juli 1838 in Paris; † 22. November 1913 ebenda) war ein französischer Politiker.

## Leben
Édouard Simon war der Sohn von Joseph-Philippe Simon (1803–1891), einem Schauspieler und Dramatiker, der das Pseudonym Lockroy angenommen hatte (sein Vater, ein General des Kaiserreichs, hatte ihm verboten, seinen Namen zu verwenden), und von Antoinette-Stéphanie Jullien, der Tochter von Marc-Antoine Jullien fils, die selbst zwei Werke veröffentlicht hatte: Contes à mes nièces (1868) und Les Fées de la famille (1886).
1858 begleitete er Ernest Renan als Zeichner auf dessen Phönizien-Mission.
Nach einem Kunststudium trat Édouard Lockroy 1860 unter Giuseppe Garibaldi in die Armee ein und nahm an der Einigung Italiens teil. Die folgenden drei Jahre verbrachte er als Sekretär Ernest Renans in Syrien. Nach seiner Rückkehr nach Paris zeigte sich Lockroy durch Artikel in den Zeitungen Le Figaro, Le Diable à quatre und Le Rappel als aktiver Gegner des Zweiten Kaiserreichs. Während der Belagerung von Paris wurde ihm das Kommando über ein Bataillon übertragen.
Am 3. April 1877 heiratete er Alice Lehaene, die Witwe von Charles Hugo, dem Sohn des Schriftstellers Victor Hugo. Er starb am 22. November 1913 und wurde drei Tage später auf dem Friedhof Père-Lachaise (26. Abteilung) beigesetzt.

## Politik

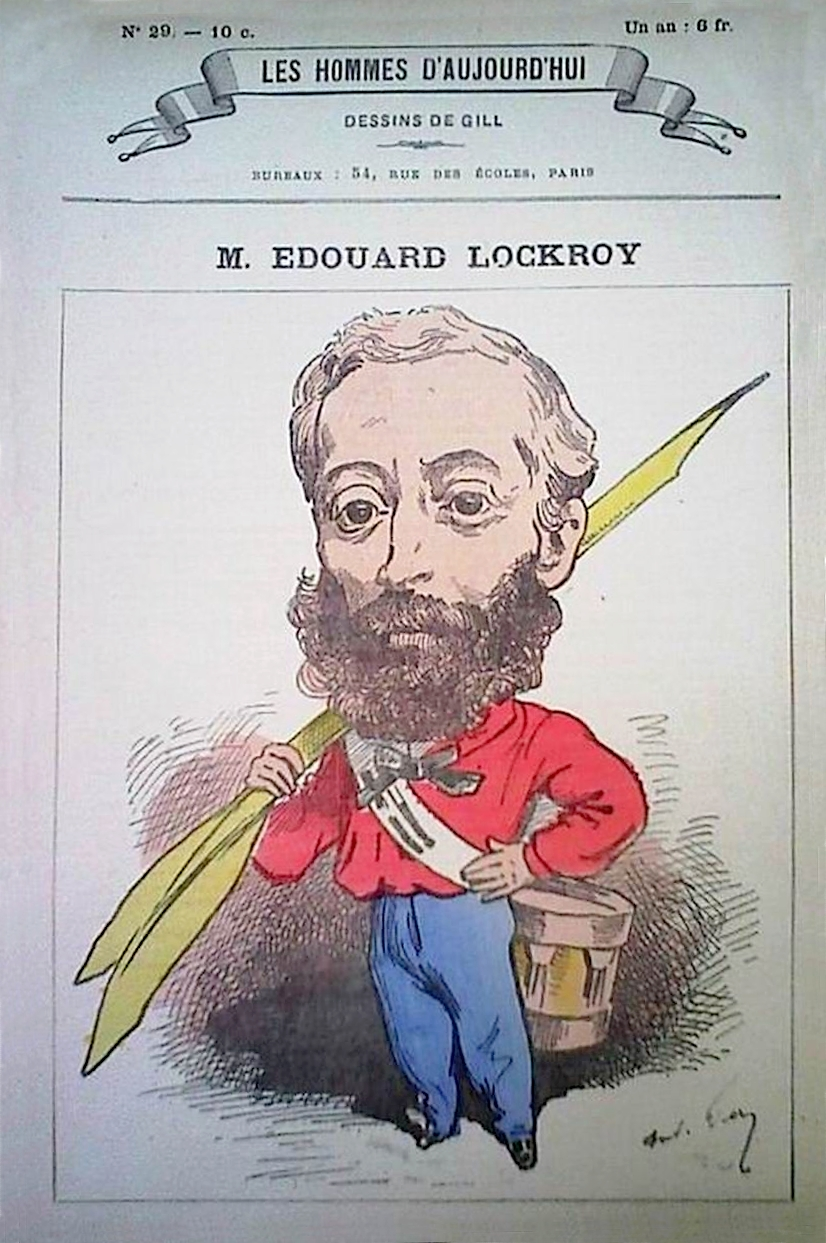
Edouard Lockroy in „Les Hommes“, 1908

Im Februar 1871 wurde er als Abgeordneter der extremen Linken in die Nationalversammlung gewählt. Dort trat er vor allem als Gegner der Friedensverhandlungen hervor. Einen Monat später gehörte Lockroy zu den Unterzeichnern der Proklamation für die Durchführung von Wahlen der Pariser Kommune und legte sein Abgeordnetenmandat nieder. Während einer Reise wurde er im März von einem Posten verhaftet und wegen des Vorwurfs, demissioniert zu sein, bis Ende Juni inhaftiert. Bei den Wahlen vom 30. Juli 1871 wurde er auf der Liste der radikalen Republikaner in den Pariser Stadtrat gewählt und danach wegen polemischer Zeitungsartikel erneut inhaftiert – ebenso 1872 nach einem Duell mit Paul de Cassagnac.
Lockroy kehrte 1873 als Abgeordneter der Union républicaine von Bouches-du-Rhône und nach den Wahlen von 1877 als Abgeordneter von Aix-en-Provence in die Abgeordnetenkammer zurück. In dieser Zeit setzte er sich zusammen mit Georges Clemenceau, François Raspail und Victor Hugo für eine umfassende Amnestie der Kommunarden ein. Im Mai 1877 gehörte er zu den Unterzeichnern des Manifests von 363 Abgeordneten, die sich gegen die Regierung de Broglie wandten.
Am 5. März 1879 organisierte Édouard Lockroy eine Konferenz, um die finanzielle Situation Marie La Cécilias, der ehemaligen Kommunardin und Witwe des Obersten Napoléon La Cécilia, zu verbessern. Die Künstler Étienne Carjat und Charles Callet nahmen daran teil und Clémenceau übernahm den Vorsitz.
Bei den Parlamentswahlen von 1881 wurde er sowohl in Aix als auch im elften Arrondissement von Paris gewählt. Als er sich entscheiden musste, gab er seinem Pariser Mandat den Vorzug (er wurde später mehrmals wiedergewählt und gehörte dem Parlament bis 1910 an). Während der Wahlen von 1893 wurde Lockroy von einem Kutscher und Dichter namens Moore angegriffen, der mehrere Kugeln auf ihn abfeuerte, ohne ihn jedoch ernsthaft zu verletzen.
1886 übernahm er im Kabinett Freycinet III das Amt des Ministers für Handel und Industrie, das er auch im Kabinett Goblet behielt. Im Kabinett Floquet fungierte er 1888 und 1889 als Minister für öffentlichen Unterricht und schöne Künste und forcierte in dieser Funktion gegen öffentliche Widerstände den Bau des Eiffelturms. 1895 bis 1896 im Kabinett Bourgeois und von 1898 bis 1899 in den aufeinanderfolgenden Kabinetten Brisson II, Dupuy IV und V nahm er das Amt eines Marineministers wahr.
Im Jahr 1905 stimmte er für das Gesetz zur Trennung von Kirche und Staat.

## Ehrungen

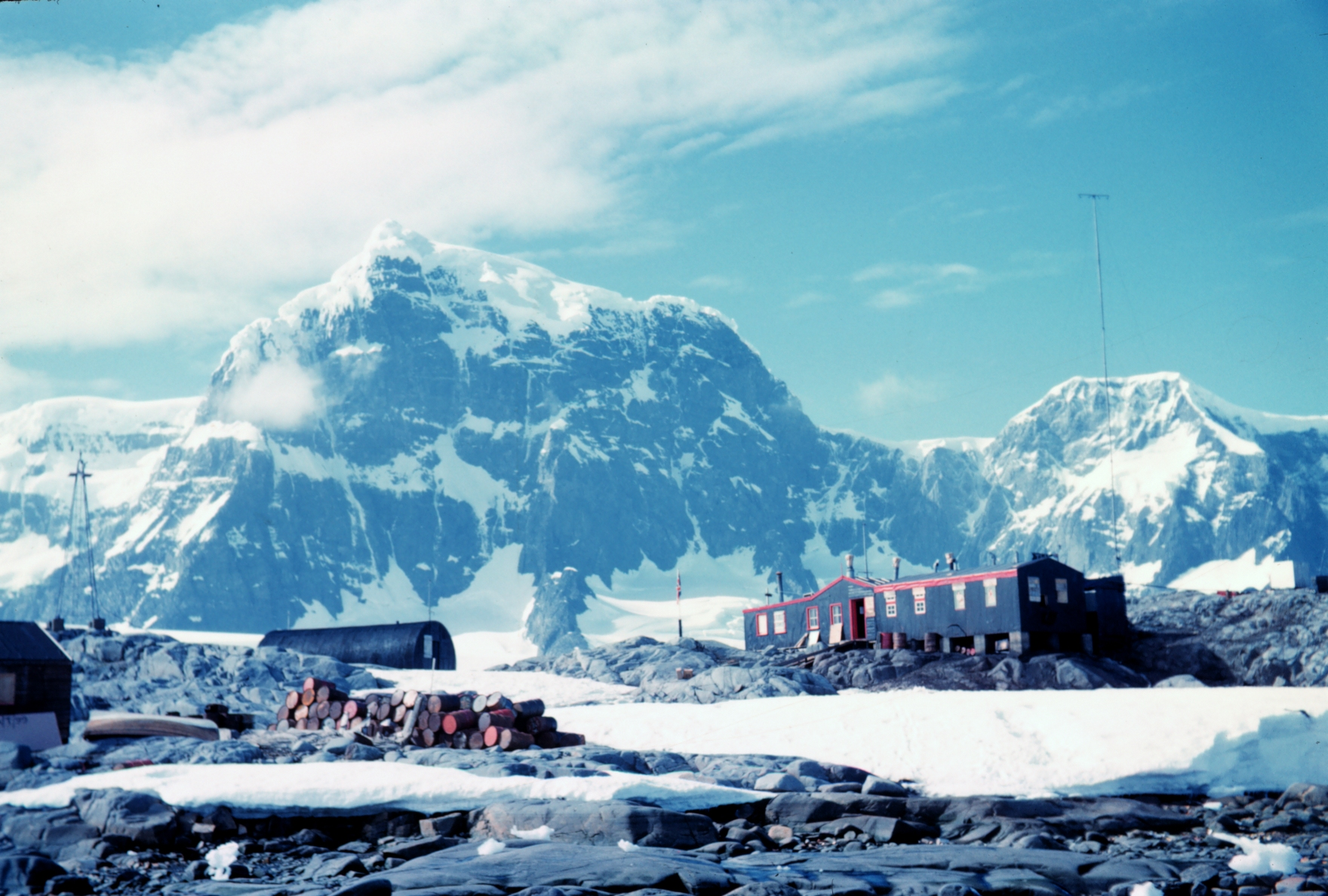
Port Lockroy 1962

Nach Édouard Lockroy ist der Port Lockroy; der Alice Creek nach seiner Ehefrau benannt. Beide befinden sich in der Antarktis. Eine Straße in Paris trägt seinen Namen.

## Werke
Lockroy veröffentlichte mehrere Werke zur Marinepolitik:
- La Marine de Guerre (1890)
- Six mois rue Royale (1897)
- La Défense navale (1900)
- Du Weser à la Vistule (1901)
- Les Marines française et allemande (1904)
- Le Programme naval (1906)

Daneben verarbeitete er auch seine Erlebnisse mit Garibaldi, teilweise in Zusammenarbeit mit Alexandre Dumas. Seine Lebenserinnerungen tragen den Titel Au hasard de la vie : Notes et Souvenirs (Auf gut Glück: Anmerkungen und Erinnerungen).
1881 gab er das Journal d’une bourgeoise pendant la révolution heraus, das Briefe seiner Urgroßmutter Rosalie Jullien enthält. In diesem sind die Worte enthalten: „Mon pauvre ami, les loups ont toujours mangé les moutons, les moutons mangeront-ils les loups? (dt. Mein armer Freund, die Wölfe haben immer die Schafe gefressen; werden die Schafe (diesmal) die Wölfe fressen?)“